# Love Don't Let Me Go (Walking Away)
Love Don't Let Me Go (Walking Away) è un singolo del DJ e produttore francese David Guetta, pubblicato nel 2006 come estratto dall'album in studio Pop Life.

## Descrizione
Questo brano è composto dalla parte vocale del singolo Love Don't Let Me Go di David Guetta uscito nel 2002 e dalla parte strumentale, rimontata dal DJ, di Walking Away dei The Egg.
Il genere è prevalentemente house, soprattutto nella parte compresa tra il minuto 0:30 al minuto 1:02, mentre nella seconda parte del brano, che può sembrare più veloce rispetto alla prima, per via della disposizione degli hat è più frequente e il ritmo più potente, diventa più electro house, questo a causa del basso che è tipico dell'electro. Il brano ha una frequenza di 127 battiti al minuto.
Come per il remix di Love Is Gone, realizzato da Fred Rister e Joachim Garraud, anche Love Don't Let Me Go (Walking Away) viene scambiato erroneamente per originale, quando invece è un mashup di Love Don't Let Me Go, facente parte del primo album di Guetta Just a Little More Love.